# Albert Vanhoye
Albert Vanhoye, född 24 juli 1923 i Hazebrouck, död 28 juli 2021 i Rom, var en fransk kardinal och jesuitpräst. Han undervisade vid Påvliga Bibelinstitutet från 1963 till 1998 och var dess rektor från 1984 till 1990. Åren 1990–2001 var Vanhoye Påvliga Bibelkommissionens sekreterare.